# Caraí
Caraí é um município brasileiro no interior do estado de Minas Gerais, Região Sudeste do país. Localiza-se no Vale do Jequitinhonha e ocupa uma área de cerca de 1 240 km², sendo que 3 km² estão em perímetro urbano. Sua população foi estimada em 19 548 habitantes em 2022.

## Topônimo
Advindo do Tupi, kraí ou Kara'í era o nome dado pelos indígenas ao homem branco, ser sagrado, estrangeiro, divino.

## História
A região onde se encontra hoje o município de Caraí era habitada por indígenas botocudos. O distrito de Caraí foi criado em 30 de agosto de 1911, subordinado ao município de Araçuaí. Em 31 de dezembro de 1943 passou a ser distrito de Novo Cruzeiro. Emancipado em 27 de dezembro de 1948, o município de Caraí foi instalado em 1 de janeiro do ano seguinte.

## Geografia
Clima seco; produtor de café; microrregião altamente indicada para produção de frutas de clima temperado: pêssego, ameixa, uva de mesa.[carece de fontes?]

## Economia
Agricultura e da descoberta de lavras de pedras preciosas.[carece de fontes?]